# Mosquero
Mosquero è un villaggio degli Stati Uniti d'America, situato nello stato del Nuovo Messico, diviso tra la contea di Harding e la contea di San Miguel. Mosquero è il capoluogo della contea di Harding.